# Kriegsverbrechergefängnis Spandau

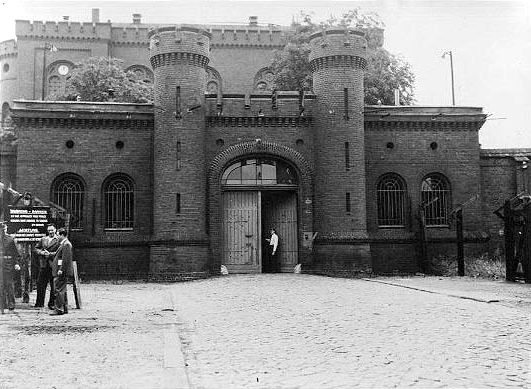
Eingangstor zum Kriegsverbrechergefängnis Spandau, 1951

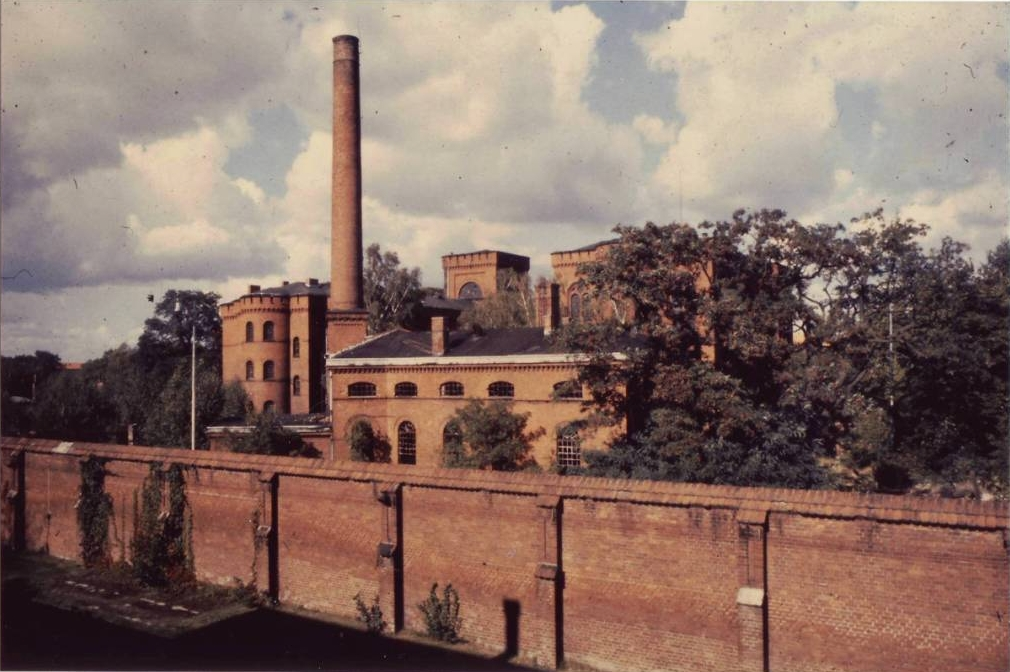
Sicht von den Smuts Barracks

Das Kriegsverbrechergefängnis Spandau war ein im heutigen Berliner Ortsteil Wilhelmstadt des Bezirks Spandau gelegenes Gefängnis, in dem ab 1947 die im Nürnberger Hauptkriegsverbrecher-Prozess verurteilten Kriegsverbrecher des Zweiten Weltkriegs ihre Haftstrafen verbüßten. Nach dem Tod des letzten Häftlings, Rudolf Heß, wurde es 1987 abgerissen.
Das Gefängnis wird gelegentlich mit der rund drei Kilometer entfernten Zitadelle Spandau im Ortsteil Haselhorst verwechselt, hat mit dieser jedoch nichts zu tun.

## Geschichte

### Nutzung bis 1945

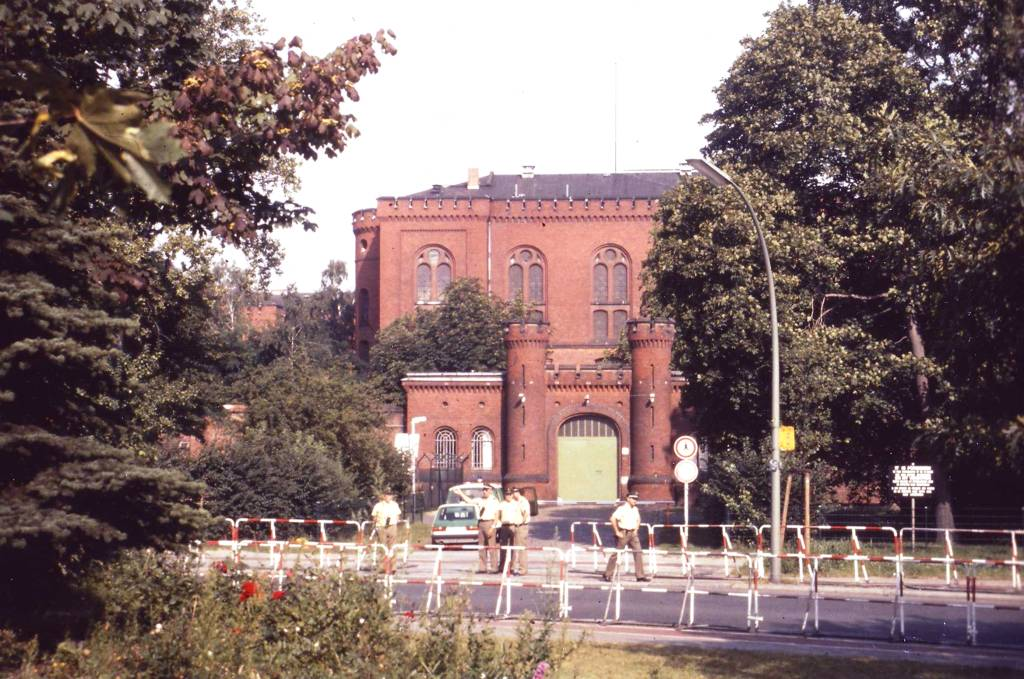
Haupteingang

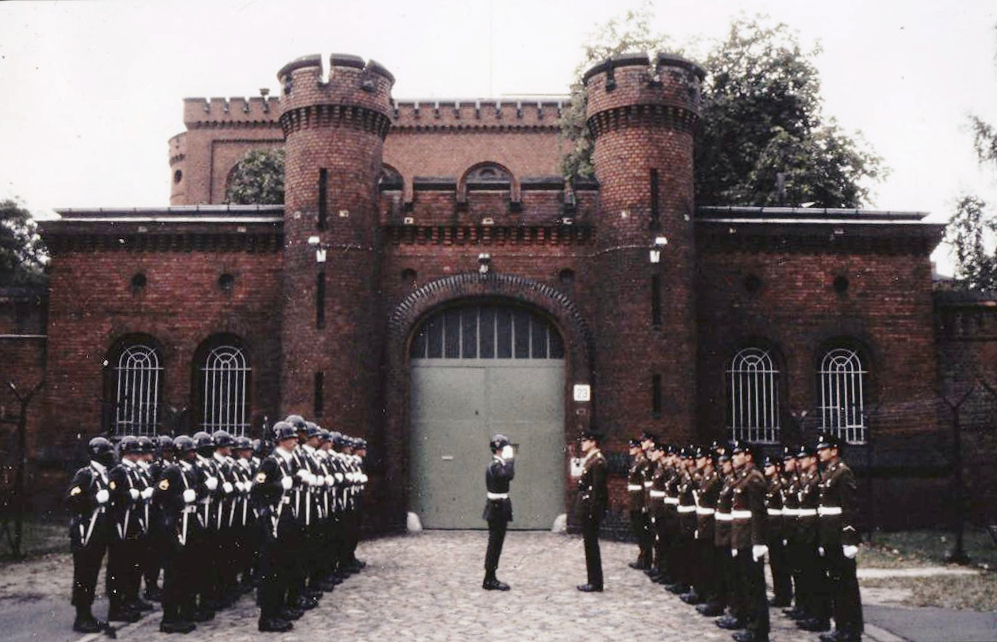
Wachablösung

Zwischen 1878 und 1898 entstand an der Wilhelmstraße in Spandau eine Festungshaftanstalt für Militärangehörige. Unter anderem saß hier der spätere KPD-Reichstagsabgeordnete Werner Scholem im Jahr 1917 wegen Majestätsbeleidigung ein, weil er als Infanterist an einer Antikriegsdemonstration teilgenommen hatte. Nach dem Ersten Weltkrieg waren dort vor allem Zivilgefangene inhaftiert.
Nach dem Reichstagsbrand 1933 diente das Gefängnis als Schutzhaftlager, in dem prominente Gegner des Nationalsozialismus wie Egon Erwin Kisch und Carl von Ossietzky inhaftiert wurden, bevor auch in Preußen systematisch Konzentrationslager errichtet und die Gefangenen dorthin überführt wurden. Vor dem Zweiten Weltkrieg war das Gefängnis zeitweise mit über 600 Insassen belegt.

### Kriegsverbrechergefängnis
Nach dem Krieg wurde das Gefängnis von den Alliierten übernommen, um dort die beim Nürnberger Hauptkriegsverbrecher-Prozess zu Haftstrafen verurteilten Kriegsverbrecher des nationalsozialistischen Regimes unterzubringen. Die in den Nürnberger Folgeprozessen Verurteilten wurden nicht in Spandau, sondern in Landsberg am Lech und weiteren Haftanstalten inhaftiert.
Sieben Kriegsverbrecher (Tabelle siehe unten) waren in Spandau inhaftiert. Nach der Entlassung von Albert Speer und Baldur von Schirach im Jahr 1966 hatte das Gefängnis mit Rudolf Heß mehr als 20 Jahre lang nur noch einen einzigen Gefangenen. Heß, der eine lebenslange Freiheitsstrafe verbüßte, beging 1987 im Gefängnis Selbstmord.

### Abriss

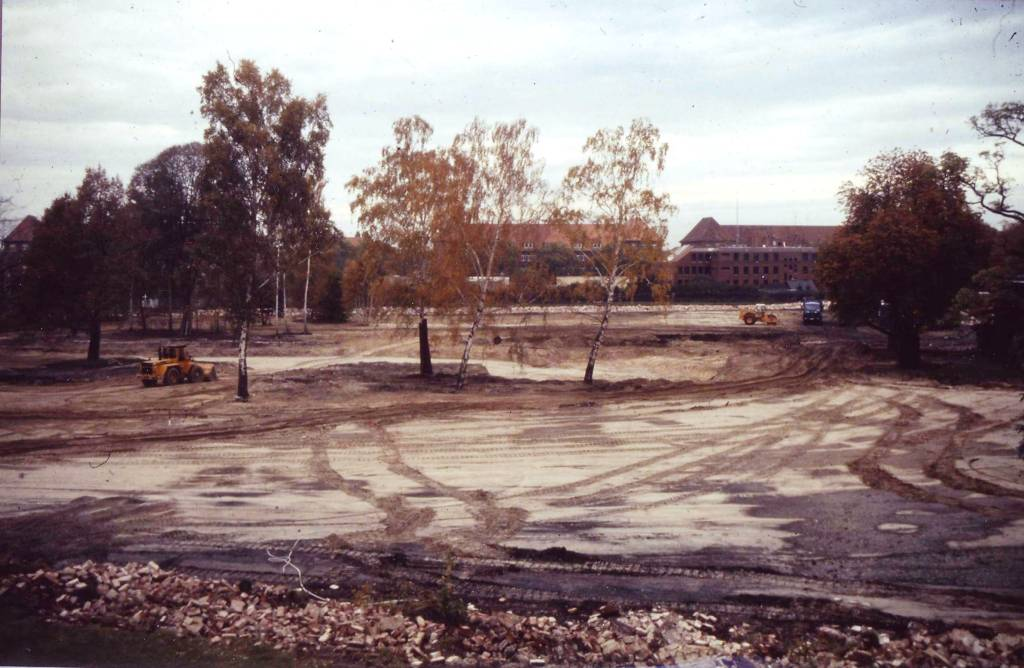
Brachland nach dem Abriss

Das Gebäude wurde 1987 abgerissen, um zu verhindern, dass es nach dem Tod seines letzten Häftlings, Rudolf Heß, von Neonazis zu Propagandazwecken missbraucht werden könnte. Um die vollständige Vernichtung zu gewährleisten, wurde die Abbruchmasse pulverisiert und in der Nordsee verklappt.

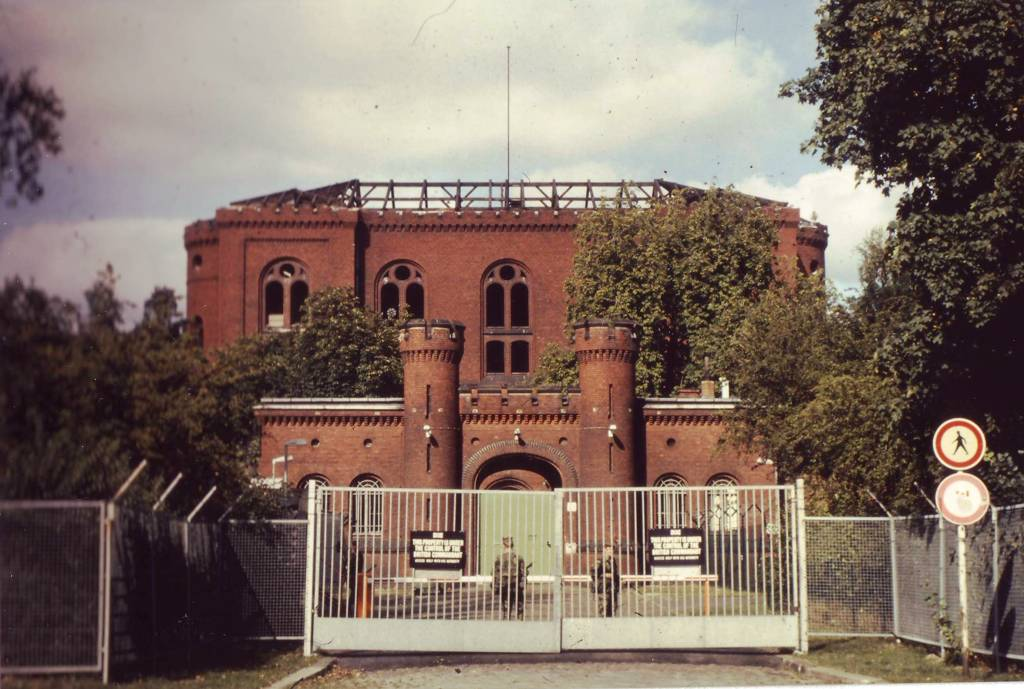
Kurz vor dem Abriss
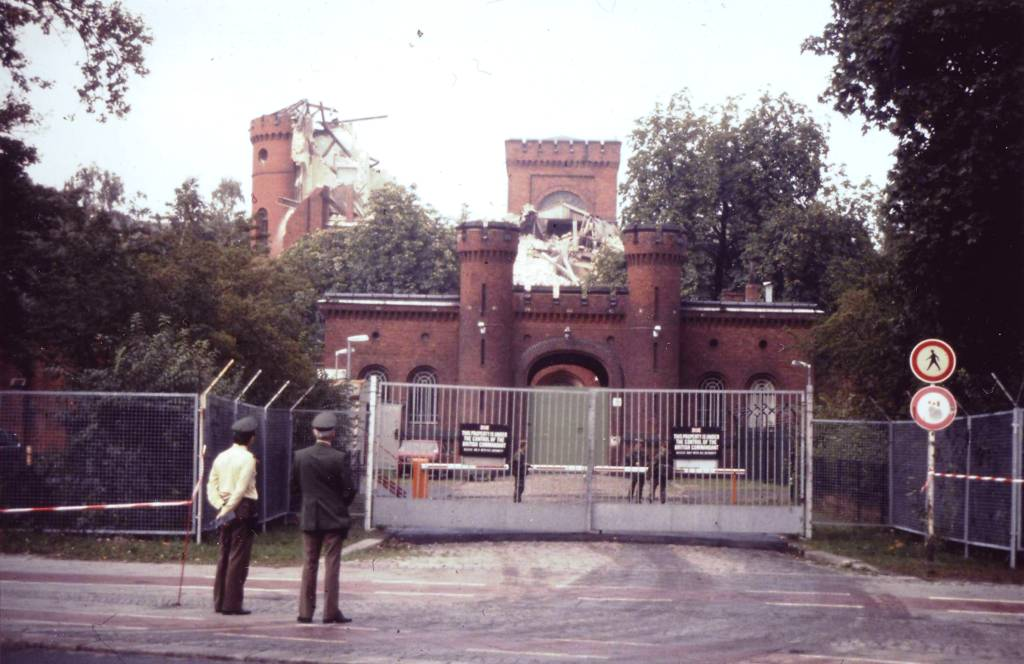
Während des Abrisses
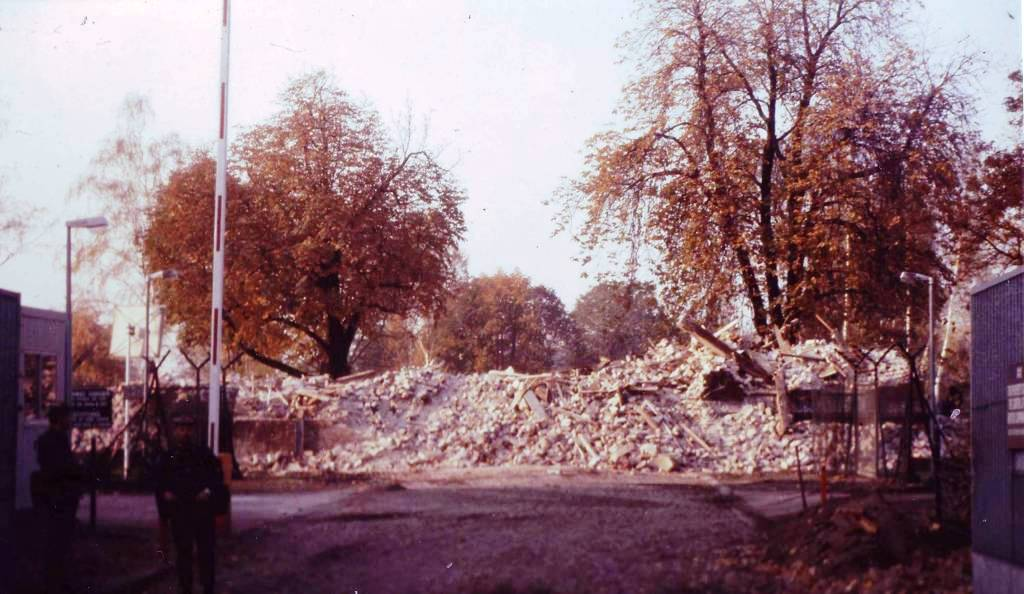
Abriss abgeschlossen

### Nachnutzung des Geländes
Da das Gelände an die britische Kaserne Smuts Barracks angrenzte und im militärischen Sperrgebiet lag, entstand dort ein Einkaufszentrum für Militärangehörige der westlichen Alliierten mit einem Parkplatz, das Britannia Centre Spandau. Nachdem die britischen Truppen 1994 aus Berlin abgezogen waren, wurde das Gelände von verschiedenen Handelsgesellschaften genutzt. 2011 wurde Abrissantrag für einen Teil des Britannia Centre gestellt.

## Gefängnisanlage

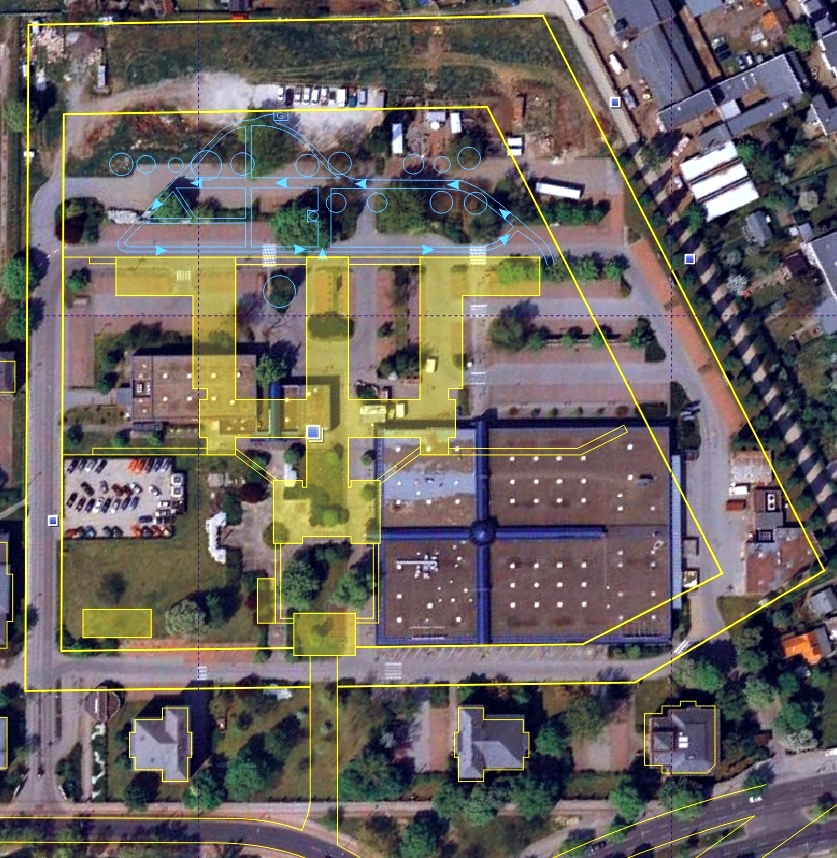
Lage der Gefängnisanlage, hier gelb in ein Luftbild aus dem Jahr 2010 eingezeichnet. Oben der vormalige Gefängnisgarten.

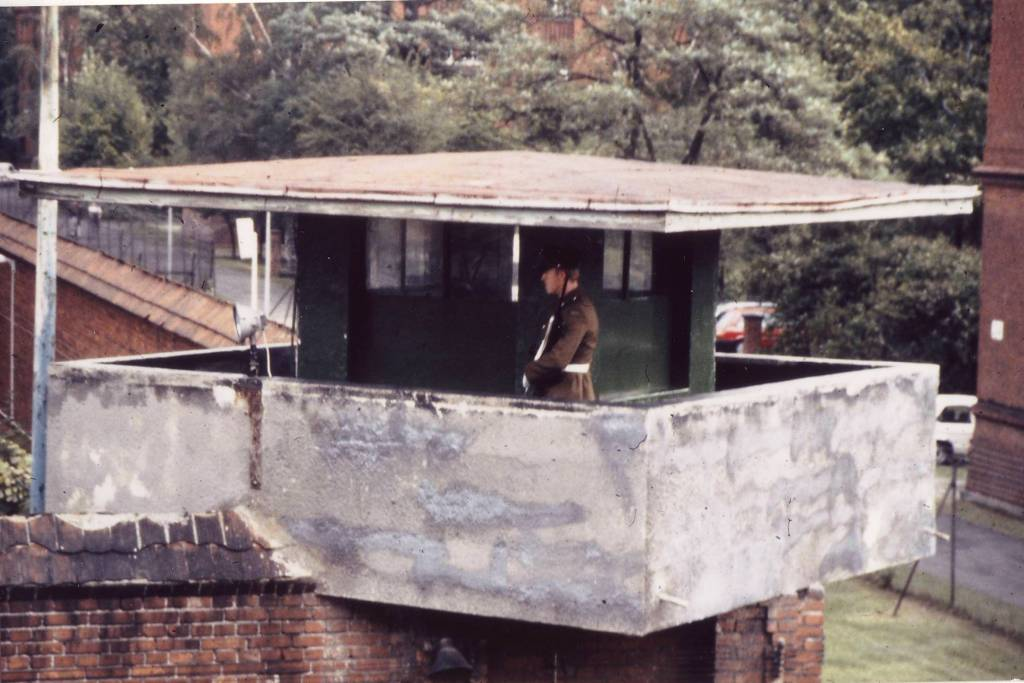
Wachturm

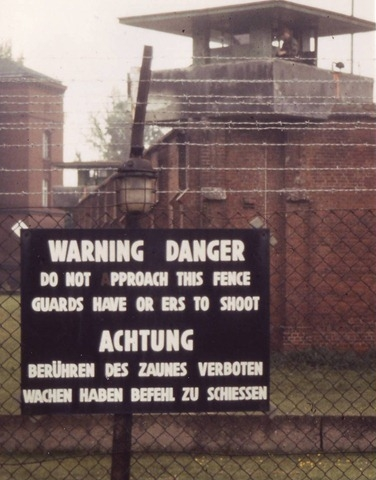
Wachturm Wilhelmstraße

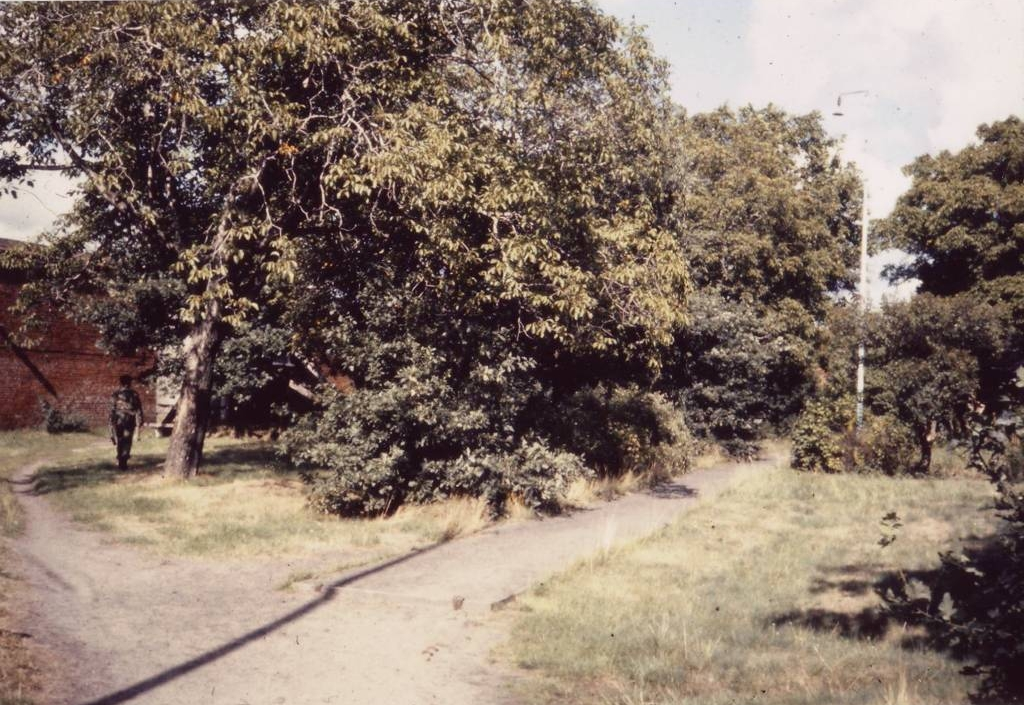
Ehemaliger Garten

Das Gefängnis war ein für mehrere hundert Gefangene erbautes Backsteingebäude, das von mehreren Sicherungsanlagen umgeben war.

Diese waren von innen nach außen:
1. eine fünf Meter hohe Mauer
2. eine zehn Meter hohe Mauer
3. eine drei Meter hohe Mauer mit elektrisch geladenem Zaun
4. ein Zaun mit Stacheldraht

Darüber hinaus existierten neun Wachtürme, auf denen mit Maschinengewehren bewaffnete Wachposten rund um die Uhr Dienst taten. Die diensthabende Wachmannschaft bestand aus etwa 60 Soldaten. Da ausreichend Gefängniszellen vorhanden waren, ließ man zwischen den Gefangenen jeweils eine Zelle frei, um zu verhindern, dass diese über Klopfzeichen miteinander kommunizierten. Andere Zellen waren für besondere Zwecke bestimmt. Eine beherbergte die Gefängnisbibliothek, eine andere eine Kapelle. Die Zellen hatten eine Fläche von etwa 3 m × 2,7 m und waren 4 m hoch.
Eine Besonderheit war für die Gefangenen der Garten. Da dieser in Anbetracht der geringen Anzahl der Inhaftierten sehr geräumig war, wurde der Platz zunächst unter den Insassen aufgeteilt. Die Häftlinge nutzten ihn zum Anbau verschiedener Pflanzen: Karl Dönitz pflanzte am liebsten Bohnen, Walther Funk Tomaten und Albert Speer Blumen. Auf dem Parkplatz eines Einkaufszentrums stehen heute noch Bäume, die die Gefangenen in den 1950er Jahren gepflanzt haben.

## Inhaftierung der Kriegsverbrecher

### Verwaltung und Personal
Das zunächst im Britischen Sektor gelegene Gefängnis wurde, neben der Luftsicherheitszentrale der Alliierten, als einzige Einrichtung von den vier alliierten Mächten betrieben, auch in der Zeit des Kalten Krieges. Das Gefängnis wurde von den vier Mächten abwechselnd verwaltet. An der vor dem Gebäude des Alliierten Kontrollrats gehissten Flagge war der aktuelle Status zu erkennen. Die Zuständigkeit wechselte monatlich nach folgendem Schema:
| Alliierte Zuständigkeit | Monate  | Monate | Monate    |
| ----------------------- | ------- | ------ | --------- |
| Vereinigtes Königreich  | Januar  | Mai    | September |
| Frankreich              | Februar | Juni   | Oktober   |
| Sowjetunion             | März    | Juli   | November  |
| Vereinigte Staaten      | April   | August | Dezember  |

Zusätzlich zu den ungefähr 60 diensthabenden Soldaten gab es ziviles Wachpersonal der vier Mächte, vier Gefängnisdirektoren mit ihren Adjutanten, vier Ärzte, Übersetzer, Köche, Kellner und weiteres Personal.

### Gefängnisleben
Jeder Teil des Lebens im Gefängnis wurde durch ein aufwendiges Regelwerk bestimmt, das bereits vor der Ankunft der Gefangenen von den vier Mächten festgelegt worden war. Im Vergleich mit anderen Gefängnisvorschriften jener Zeit waren die Regeln in Spandau strenger. Briefe der Häftlinge an ihre Familien waren zunächst auf eine Seite pro Monat beschränkt. Gespräche unter den Gefangenen, Zeitungen, das Schreiben von Tagebüchern und Memoiren waren verboten. Familienbesuche waren nur alle zwei Monate möglich und auf 15 Minuten beschränkt. Als Selbstmordprävention wurde jede Zelle während der Nacht alle 15 Minuten kurz beleuchtet.
Der Tagesablauf war minutiös geregelt und begann mit dem Wecken um sechs Uhr, der Körperpflege, der Reinigung der Zellen sowie der Korridore und dem Frühstück. Anschließend folgte Gartenarbeit oder das Kleben von Umschlägen. Nach dem Mittagessen und der anschließenden Mittagsruhe folgten weitere Gartenarbeit und das Abendessen gegen 17 Uhr. Nachtruhe war ab 22 Uhr. Jeden Montag, Mittwoch und Freitag wurden die Häftlinge rasiert und erhielten bei Bedarf einen Haarschnitt.
Ein beträchtlicher Teil der strengeren Regeln wurde später gelockert oder vom Gefängnispersonal ignoriert. In den ersten Jahren nach Haftbeginn entwickelten die Häftlinge unter den Augen des zum Teil wohlwollenden Gefängnispersonals eine Reihe von Kommunikationskanälen nach draußen. Da jedes Stück Papier, das die Gefangenen erhielten, registriert und dessen Verbleib verfolgt wurde, schrieben die Gefangenen ihre geheimen Briefe meist auf Toilettenpapier.
Die Direktoren und Wachen der Westmächte stellten sich wiederholt gegen viele der strengeren Maßnahmen und protestierten gegen diese, wurden aber ausnahmslos durch das Veto der Sowjetunion gestoppt, die eine härtere Vorgehensweise bevorzugte. Die Haftbedingungen verschlechterten sich regelmäßig mit der Übernahme der Kontrolle über die Haftanstalt durch das sowjetische Personal. Die zum Teil recht großzügige Verpflegung durch das Personal der West-Alliierten wechselte dann zu den immer gleichen Zusammenstellungen der Mahlzeiten, die aus Ersatzkaffee, Brot, Suppe und Kartoffeln bestanden. Erst mit der plötzlichen Abberufung des sowjetischen Direktors in den frühen 1960er Jahren änderte sich dieser Zustand allmählich.

### Insassen
Im Nürnberger Hauptkriegsverbrecher-Prozess wurde das Urteil am 30. September und 1. Oktober 1946 gesprochen. Die sieben zu Haftstrafen verurteilten Kriegsverbrecher wurden am 18. Juli 1947 nach Spandau überstellt. Die Häftlinge erhielten eine Nummer in der Reihenfolge, in der sie zunächst ihre Zellen belegten. Laut den Bestimmungen der Alliierten mussten sie auch mit ihrer Nummer angesprochen werden. Bereits in den Jahren 1954, 1955 und 1957 wurden drei Insassen aus gesundheitlichen Gründen vorzeitig entlassen, darunter auch zwei der drei Inhaftierten, die zu lebenslanger Haft verurteilt worden waren.
| Nr. | Name                            | Funktion in der Zeit des Nationalsozialismus                                                  | Urteil         | Ende der Haft | Gestorben     | Anmerkungen                     |
| --- | ------------------------------- | --------------------------------------------------------------------------------------------- | -------------- | ------------- | ------------- | ------------------------------- |
| 1   | Baldur von Schirach             | Reichsjugendführer und Reichsstatthalter von Wien                                             | 20 Jahre       | 1. Okt. 1966  | 8. Aug. 1974  |                                 |
| 2   | Karl Dönitz                     | Großadmiral, Oberbefehlshaber der Kriegsmarine, 1945 letzter Reichspräsident                  | 10 Jahre       | 1. Okt. 1956  | 24. Dez. 1980 |                                 |
| 3   | Konstantin Freiherr von Neurath | Reichsaußenminister von 1932 bis 1938, Reichsprotektor in Böhmen und Mähren von 1939 bis 1941 | 15 Jahre       | 6. Nov. 1954  | 14. Aug. 1956 | vorzeitig entlassen             |
| 4   | Erich Raeder                    | Großadmiral, Oberbefehlshaber der Kriegsmarine bis 30. Januar 1943                            | lebenslänglich | 26. Sep. 1955 | 6. Nov. 1960  | vorzeitig entlassen             |
| 5   | Albert Speer                    | Reichsminister für Bewaffnung und Munition und Generalbauinspektor für die Reichshauptstadt   | 20 Jahre       | 1. Okt. 1966  | 1. Sep. 1981  |                                 |
| 6   | Walther Funk                    | Reichswirtschaftsminister und Präsident der Reichsbank                                        | lebenslänglich | 16. Mai 1957  | 31. Mai 1960  | vorzeitig entlassen             |
| 7   | Rudolf Heß                      | „Stellvertreter des Führers“ bis 1941                                                         | lebenslänglich |               | 17. Aug. 1987 | in der Haft verstorben (Suizid) |

Wie schon typisch für die Rivalitäten und Prestigekämpfe innerhalb der Führungsriege des NS-Regimes bildeten sich auch unter den Gefangenen Gruppen: Albert Speer und Rudolf Heß waren die Einzelgänger und generell unbeliebt bei den anderen – Speer wegen seiner pauschalen Übernahme von Verantwortung für NS-Unrecht und der formalen Ablehnung Hitlers bei den Nürnberger Prozessen, Heß wegen seiner unsozialen Persönlichkeit und seiner erkennbaren psychischen Instabilität. Die ehemaligen Großadmiräle Raeder und Dönitz hielten zusammen, obwohl sie seit der Ablösung Raeders durch Dönitz als Oberbefehlshaber der Marine im Jahr 1943 als unversöhnlich galten. Von Schirach und Funk werden als „unzertrennlich“ beschrieben. Von Neurath war als ehemaliger Diplomat liebenswürdig und von allen gut gelitten. Trotz der vielen Zeit, die sie miteinander verbrachten, machten sie vergleichsweise wenig Fortschritte bei der Versöhnung miteinander. Ein Beispiel ist die Abneigung Dönitz’ gegenüber Speer, die die ganze gemeinsame Haftzeit hielt und sich in den letzten Tagen der Haft zuspitzte.

#### Albert Speer

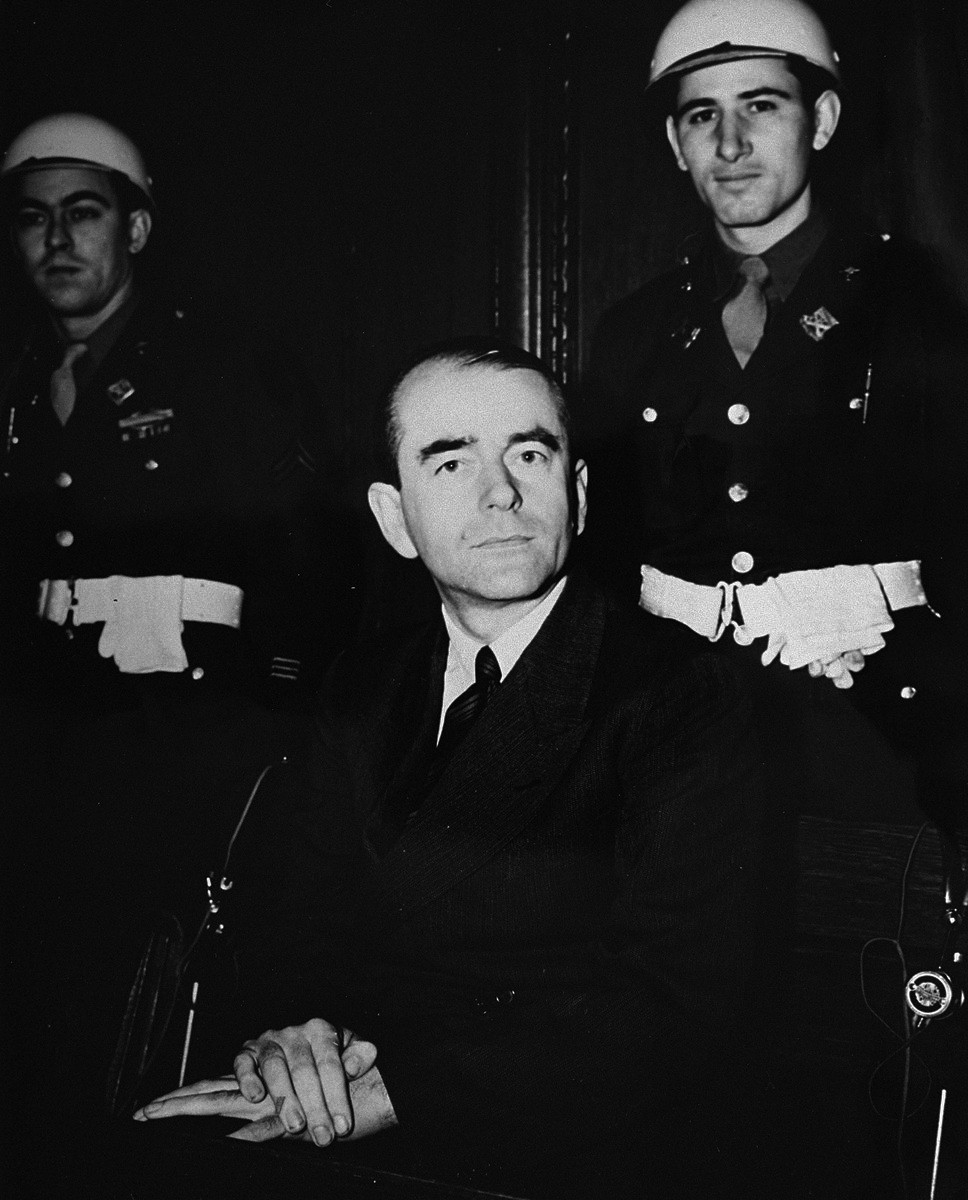
Albert Speer

Als ehrgeizigster unter den Häftlingen unterwarf er sich rigoros selbst auferlegter und eingeteilter physischer und geistiger Arbeit, mit alle paar Monate selbst genehmigtem, zweiwöchigem „Urlaub“ von dieser Routine. Er schrieb zwei Bücher, einen Entwurf seiner Memoiren und eine Sammlung von Tagebucheinträgen. Sein Antrag auf Niederschreiben der Memoiren war abgelehnt worden, sodass er heimlich schrieb und die Schriftstücke mit Hilfe korrupter Wachsoldaten und Pfleger systematisch hinausschmuggelte. Die beiden Bücher wurden nach ihrem Erscheinen 1969 bzw. 1975 Bestseller. Speer beschäftigte sich auch als Architekt: er entwarf ein kalifornisches Sommerhaus für eine der Wachen und gestaltete den Gefängnisgarten um. Er pflegte Wandertouren „rund um die Welt“ zu unternehmen, indem er Bücher über Geografie und Reiseführer von der örtlichen Bücherei anforderte und Runden im Gefängnisgarten drehte, während er sich die Reisen vorstellte. Zusammengerechnet legte er so angeblich über 30.000 Kilometer vor seiner Freilassung zurück.
Beim Schmuggeln half ihm der aus den Niederlanden stammende Toni Proost, ursprünglich ein Zwangsarbeiter in einem Rüstungsbetrieb, der dann aber in einem zu Speers Machtbereich gehörenden Krankenhaus zum Sanitätsgehilfen ausgebildet worden war. Er war ab 1947 im Gefängnis als Sanitäter angestellt und half Speer nach dessen eigener Darstellung aus Dankbarkeit mit dem Herausschmuggeln von Nachrichten, bis er von den Sowjets als Agent angeworben werden sollte. Er lehnte dies ab, meldete es den Westalliierten und kündigte seine Anstellung im Gefängnis.

#### Erich Raeder und Karl Dönitz

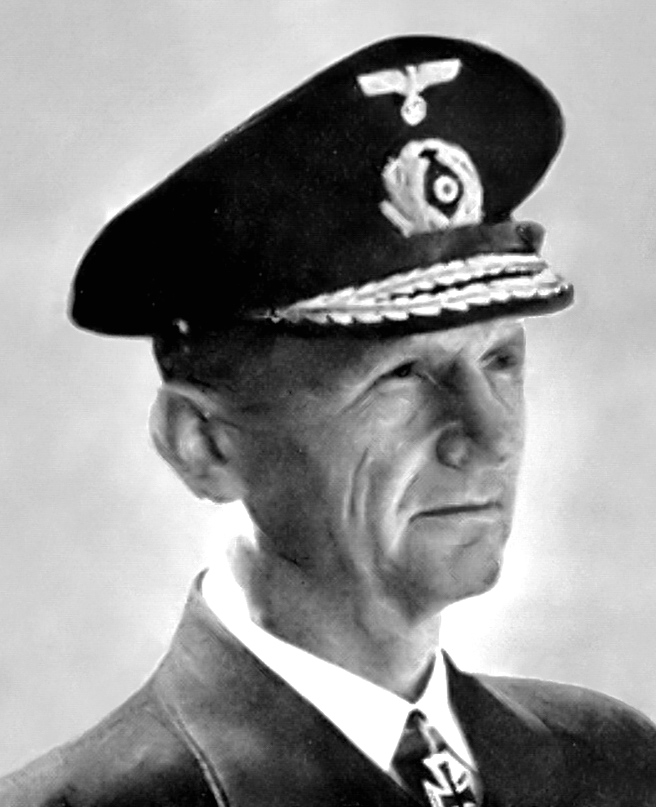
Karl Dönitz

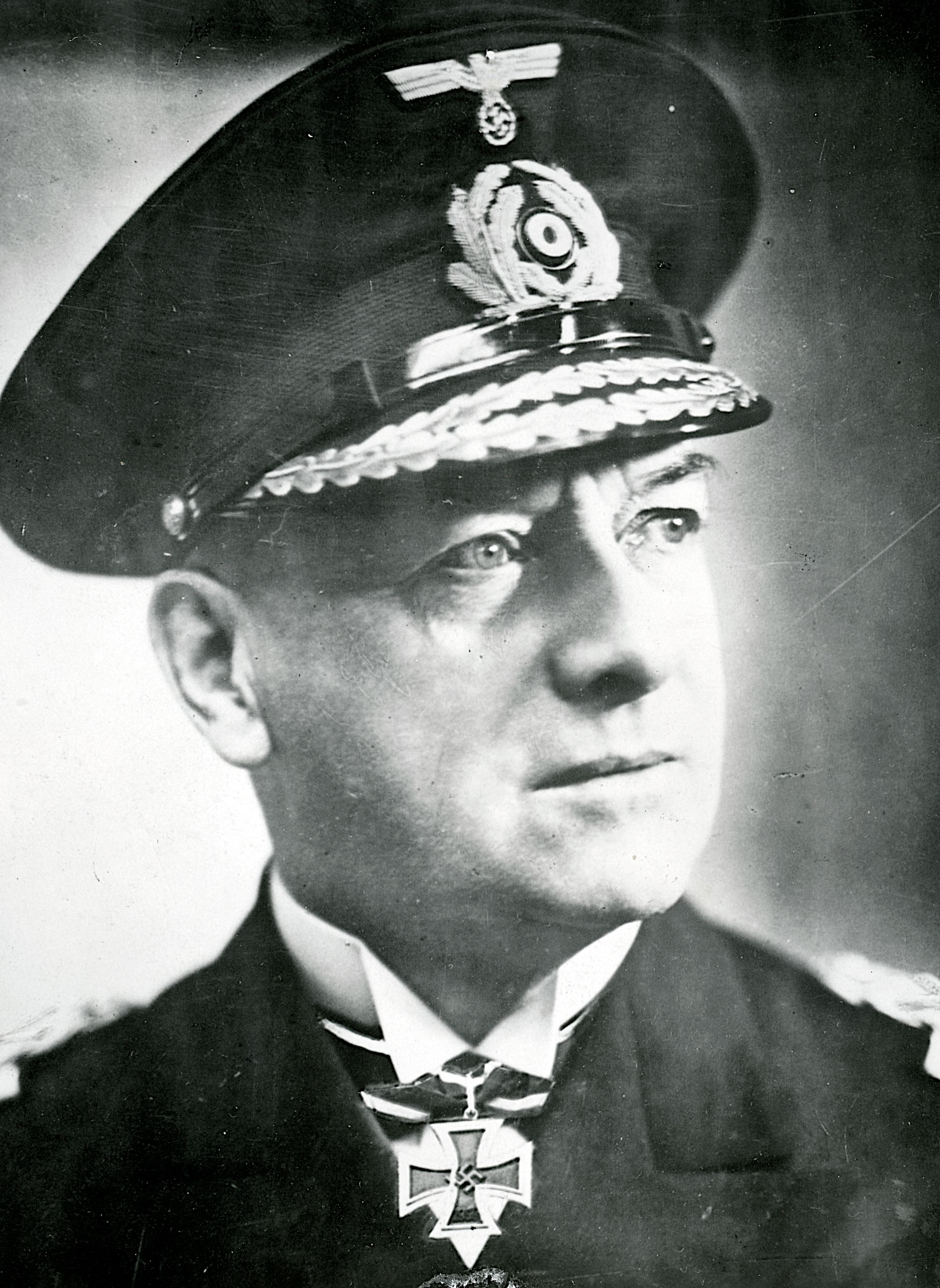
Erich Raeder

„Die Admiralität“, wie die beiden von den anderen Gefangenen genannt wurden, tat sich bei vielen Aufgaben zusammen. Raeder mit seiner Vorliebe für Systematik und strenge Ordnung wurde Chefbibliothekar der Gefängnisbücherei. Dönitz war dabei sein Assistent. Beide zogen sich gegenüber den anderen Gefangenen zurück. Dönitz, weil er die ganzen zehn Jahre über für sich beanspruchte, immer noch das rechtmäßige Staatsoberhaupt Deutschlands zu sein. Raeder, weil er die Anmaßungen und den Mangel an Disziplin seiner nichtmilitärischen Mitgefangenen verachtete.
Dönitz schrieb unter anderem Briefe an seinen ehemaligen Adjutanten mit der Absicht, sein Prestige in der Welt außerhalb des Gefängnisses zu bewahren. Vor seiner Entlassung gab er seiner Frau Anweisungen, wie sie am besten den Übergang vom Leben im Gefängnis zu seiner Rückkehr in die Politik unterstützen könne. Letzteres hatte er zwar vor, setzte es aber nie in die Tat um.

#### Rudolf Heß

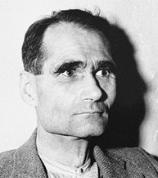
Rudolf Heß

Rudolf Heß war zu lebenslanger Haft verurteilt, wurde aber im Gegensatz zu Raeder, Funk und Neurath nicht wegen gesundheitlicher Probleme entlassen. Er absolvierte damit die längste Haftstrafe von allen. Als der „faulste Mann in Spandau“ vermied Heß alle Arten von Arbeit, die er für unter seiner Würde hielt, wie beispielsweise Unkrautjäten. Er war der einzige der sieben, der nahezu nie den Gottesdienst am Sonntag besuchte. Als von Natur aus paranoider Hypochonder beklagte er sich immer wieder über alle Arten von Krankheit, vorwiegend Magenschmerzen. Er misstraute allem Essen, das ihm gegeben wurde und nahm immer den Teller, der am weitesten entfernt von seinem Platz stand, um einem von ihm befürchteten Vergiftungsversuch zu entgehen. Seine „Schmerzen“ ließen ihn zu jeder Tages- und Nachtzeit stöhnen und schreien. Dies sorgte unter den anderen Gefangenen und den Gefängnisdirektoren wiederholt für Diskussionen über die Echtheit der Schmerzen. Raeder, Dönitz und Schirach verachteten das Verhalten von Heß und sahen seine Schreie mehr als Hilferufe zur Erregung von Aufmerksamkeit oder Methoden der Arbeitsverweigerung als wirklich durch Schmerzen verursacht. Speer und Funk, die sich der wahrscheinlich psychosomatischen Natur der Krankheit bewusst waren, kamen Heß entgegen. Speer zog den Unmut der anderen Gefangenen zunehmend auf sich, indem er sich um Heß kümmerte. Er brachte ihm seinen Mantel, wenn ihm kalt war, und verteidigte ihn, wenn ein Direktor oder eine Wache versuchte, ihn dazu zu überreden, aus dem Bett zu steigen und zu arbeiten. Wenn Heß wieder einmal vor Schmerzen schrie und die anderen Gefangenen um ihren Schlaf brachte, erhielt er manchmal vom Gefängnisarzt ein „Beruhigungsmittel“ gespritzt, das in Wirklichkeit nur Wasser für Injektionszwecke war. Dieses Placebo wirkte aber und ließ Heß schlafen. Einzig im Verhältnis zu Speer wirkte Heß feingeistig, allgemeingebildet und höflich und vergaß dabei seine psychosomatischen Reaktionen in den jeweiligen Gesprächen. Die Tatsache, dass Heß wiederholt Arbeiten umging, die die anderen ableisten mussten, und andere Vorzugsbehandlungen wegen seiner Krankheiten genoss, wurde von einigen seiner Mitgefangenen mit Abneigung aufgenommen und brachte ihm bei den beiden Admiralen den Titel Seine inhaftierte Lordschaft (aus dem Englischen übersetzt) ein.
Seinen Stolz betreffend war Heß auch in einer anderen Sache einzigartig unter den Gefangenen, denn er verweigerte über 20 Jahre lang, Besucher zu empfangen. Erst 1969 akzeptierte er, seine Frau und seinen längst erwachsenen Sohn zu sehen, als er wegen eines aufgebrochenen Geschwürs in einem Krankenhaus außerhalb des Gefängnisses behandelt werden musste. Nachdem Heß der einzige Gefangene war, einigten sich die Gefängnisdirektoren aus Angst um seine geistige Gesundheit darauf, die meisten verbliebenen Gefängnisvorschriften zu lockern. So durfte er in eine größere Zelle, die ehemalige Kapelle, umziehen und erhielt einen Wasserkocher, sodass er sich Tee oder Kaffee machen konnte, wann immer er wollte. Seine Zelle blieb unverschlossen, wodurch er freien Zugang zu den Waschräumen des Gefängnisses sowie der Gefängnisbücherei hatte.
Er starb in Haft, indem er sich mit einer Verlängerungsleitung erhängte. Die Todesumstände werden allerdings von seiner Familie bezweifelt, da es Widersprüche in den Ergebnissen der beiden durchgeführten Obduktionen gegeben habe. Dies und das bis zuletzt klare Bekenntnis zum Nationalsozialismus machen ihn für Neonazis zu einem politischen Märtyrer. Daher wird Heß’ Todestag von solchen Gruppen alljährlich für Kundgebungen verwendet.

### Kontroverse wegen der Kosten
Als die Alliierten das Gefängnis im November 1946 übernahmen, gingen sie von 100 oder mehr Kriegsverbrechern aus, die dort später inhaftiert sein würden. Das große Gefängnis war dann aber nur mit sieben Kriegsverbrechern belegt. Dies und der massive Personalaufwand wurden als drastische Fehlplatzierung von Ressourcen wahrgenommen. Daraus entwickelte sich ein Streit zwischen den Gefängnisdirektoren, den Politikern aus deren Ländern und besonders der Regierung von West-Berlin, die den Unterhalt der Einrichtung bezahlen musste. Die Debatte weitete sich aus, je weniger Häftlinge inhaftiert waren. Sie erreichte ihren Höhepunkt, als Speer und Schirach 1966 entlassen wurden und nur noch Rudolf Heß als einziger Inhaftierter übrig blieb. Die Vorschläge reichten von der Verlegung der Insassen in einen Flügel eines größeren Gefängnisses bis hin zu ihrer Freilassung mit anschließendem Hausarrest. Keiner dieser Pläne wurde verwirklicht.

## Sonstiges
Der bekannte SS-Offizier Otto Skorzeny, der 1943 an der Befreiung Benito Mussolinis beteiligt war, behauptete in einem Interview von 1953, dass er mit hundert zuverlässigen Männern und zwei Hubschraubern die Gefangenen leicht hätte befreien können. Dies hatte einen klar negativen Einfluss auf die Kampagnen derer, die die Gefangenen durch Appelle und rechtliche Schritte befreien wollten, weil es zeigte, dass die Männer immer noch von hohem Wert waren und deren Freilassung einen Schub für Neonazis bedeutet hätte.
Der US-amerikanische Offizier Eugene Bird war 1947 der oberste amerikanische Wachsoldat im Kriegsverbrechergefängnis Spandau und von 1964 bis 1972 amerikanischer Kommandant des Gefängnisses. 1972 verfasste er in persönlicher Zusammenarbeit mit Rudolf Heß ein Buch über diesen. Da dies gegen die Vorschriften war, wurde Bird bald darauf abberufen. Als Rudolf Heß 1987 starb, wurde Bird einer der Wortführer derer, die die offizielle Version, dass dieser Selbstmord begangen habe, bezweifelten.

## Filme
- Speer und Er: Filmreihe über Albert Speer von Heinrich Breloer. Der dritte Teil Spandau – Die Strafe zeigt anschaulich die Verhältnisse in dem Gefängnis.
- Wildgänse 2: US-amerikanischer Actionfilm von 1985, der eine fiktive Entführung Heß’ durch Söldner aus dem Spandauer Gefängnis zum Thema hat. Heß wird dabei von Laurence Olivier verkörpert.
- Inside Out – Ein genialer Bluff: In dem amerikanisch-britischen Film (Originaltitel: Inside Out) von 1975 versuchen Telly Savalas und James Mason, Heß aus Spandau zu befreien, um herauszufinden, wo das Nazigold versteckt ist.